# Горнолыжный туризм в России
Горнолыжный туризм в России — вид туризма в России, рассчитанный на любителей лыжного спорта и зимнего отдыха в горах, который принадлежит к специальным видам туризма и содержит элементы горного, спортивного, оздоровительного, экологического и рекреационного туризма. Основой горнолыжного туризма является спуск по склонам гор на лыжах.
В горнолыжном туризме, в отличие от горнолыжного спорта, отсутствует цель соревнования.

## Развитие горнолыжного туризма в России
В России существует большой потенциал для развития различных видов активного туризма, в том числе горнолыжного. В то время как некоторые регионы Южного, Северо-Кавказского, Уральского, Сибирского, Приволжского и Дальневосточного федеральных округов в настоящее время уже являются крупными горнолыжными курортами, другие — обладают большими перспективами с точки зрения развития активного туризма. Перспективными регионами как центрами горнолыжного туризма, являются Краснодарский край (г. Сочи), Мурманская область (г. Кировск), Кемеровская область (пос. Шерегеш), Республикай Алтай (с. Манжерок). Растущий спрос на активный отдых позволяет прогнозировать дальнейшее интенсивное развитие горнолыжного и других видов активного туризма.
В 2006 году Приказом Федерального агентства по туризму от 14 ноября 2006 г. № 145 была утверждена Система классификации горнолыжных трасс для дифференциации горнолыжных трасс по категориям в зависимости от уровня сложности. Система классификации включает в себя проведение оценки соответствия лыжных трасс требованиям по безопасности, информационному обеспечению, уровню сложности, доступу к соответствующему участку и предоставление дополнительных услуг на трассах.
По состоянию на 2017 год большая часть оборудования для оснащения горнолыжных курортов завозилась из-за границы, так как в России практически отсутствовало такое производство. По поручению председателя правительства Российской Федерации Дмитрия Медведева для решения этой проблемы была разработана концепция развития горнолыжной индустрии.
По данным Ростуризма, за горнолыжные сезоны 2015—2017 годов туристический поток на российских курортах и в центрах отдыха, которых насчитывается более 200, вырос с 4,5 до более 6 миллионов человек в год. Крупные курорты стремятся увеличивать свою инфраструктуру и осваивать новые территории.
По состоянию на 2018 год в России действовало 300 горнолыжных комплексов и баз с различным уровнем инфраструктуры, порядка 1400 горнолыжных трасс протяженностью более 1 тысяч км², и около 800 канатных дорог — подъемников. Средняя стоимость ски-пасса на российских горнолыжных курортах составляла 1300 рублей в день. Специально к горнолыжному сезону 2017/2018 в ряде регионов были открыты новые трассы, подъемники, сервисные центры.
- Горнолыжный туризм в Кировске
- Гондольная канатная дорога на курорте «Архыз»
- Отдыхающие на территории горно-туристического центра ОАО «Газпром» в Красной Поляне
- Верхняя станция гондольной канатной дороги горнолыжного комплекса Горная карусель
- Всесезонный курорт «Манжерок»
- Домбай

## Горнолыжный туризм в России по регионам
Покататься на горных лыжах можно по всей стране: в Краснодарском крае, в Карачаево-Черкесии и Кабардино-Балкарии, в Кемеровской области (Шерегеш), В Республике Алтай (Манжерок), в Подмосковье, в Ленинградской, Мурманской, Нижегородской, Новосибирской, Сахалинской, Свердловской и Челябинской областях, на Алтае и Камчатке, в Башкортостане, Татарстане и Чечне, в Пермском, Красноярском, Приморском, Хабаровском краях.

### Алтайские горы
На северном склоне горы Кокуя в 5 км села Артыбаш и Иогач, которые расположены на севере Телецкого озера, расположен круглогодичный «Телецкий горнолыжный курорт». Для отдыхающих в зимний период доступны семь горнолыжных трасс, общей протяженностью больше 17000 метров, и шириной трасс 50-80 метров, перепад высот составляет 750 метров. Максимальная длина трассы 5000 метров. Также оборудована трасса сноутюбинга длиной 150 метров. Также имеется возможность фрирайда с вершины. Для туристов построены бугельный подъемник длиной 1000 метров и два кресельных подъемника. У курорта своя инфраструктура, отмели, шале, ресторан, спа-центр, несколько точек кафе. Одно из кафе находится на вершине горы Кокуя на высоте 1380 метров над уровнем моря. Туристам предлагается размещение непосредственно на курорте, в четырёхзвездочном комплексе шале «Поляна», с бассейном под открытым небом. В прилегающих посёлках Иогач и Артыбаш находится туристская инфраструктура — магазины, кафе, туристические базы, кемпинги, гостиницы.
На территории курортной зоны города Белокуриха оборудовано три основных горнолыжных склона: «Катунь» — центральный склон курорта длиной 800 метров, «Северный» длиной 650 метров и «Церковка» длиной 2050 метров.
У подножия горы Малая Синюха находится Всесезонный курорт «Манжерок» — крупнейший круглогодичный курорт в Республике Алтай. Начал свое существование в 2010 году. Популярен горнолыжными трассами, первым в Республике Алтай подъемником гондольного типа (за 15 минут поднимет до самой верхней точки). На территории курорта находится крупнейший байк-парк в России — комплекс трасс для скоростного спуска на горных велосипедах («даунхилл»).

### Кавказ
Главный Кавказский хребет находится на пути влагонесущих ветров с северо-запада и юго-запада из-за чего его склоны обильно покрываются снегом. В высокогорной части снег сдувается с выпуклых форм рельефа из-за сильного ветра, при этом образуя мощные лавиносборы на высотах более 3000 метров и накапливаясь в ложбинах и понижениях. Из-за этих факторов высота 2000—2500 метров является на Кавказе оптимальной для катания на лыжах.
Дагестан:
У подножия горы Чиндирчеро в Акушинском районе был открыт горнолыжный комплекс «Чиндирчеро» который специализируется на горных лыжах, сноубординге и сноукайтинге, а также развивает другие экстремальные виды спорта.
Ингушетия:
В курортной зоне Армхи в Джейрахском районе Ингушетии открыта горнолыжная трасса. Планировалось создание горнолыжного курорта в Цори, но власти Ингушетии отказались от этой идеи.
Кабардино-Балкария:
Курортная местность Приэльбрусья популярна у горнолыжников. Она входит в тройку крупнейших горнолыжных районов России. В Приэльбрусье 12 км канатных дорог и 35 км горнолыжных трасс, два основных склона — гора Чегет и гора Эльбрус. Трассы курорта обслуживают 9 подъёмников. На горе Чегет сооружены канатно-кресельные дороги до высот 2719 и 3040 м; на Эльбрусе — канатно-маятниковые дороги до высот 2970 и 3450 и 3850 м. В Приэльбрусье действуют несколько горнолыжных школ, в которых организовано обучающее катание на горных лыжах с инструктором. Климат на курорте позволяет сформироваться естественному снежному покрову в ноябре. Горнолыжный сезон длится до апреля. В верхней зоне Эльбруса можно кататься и в мае. Снежный покров на вершинах лежит круглый год.
Карачаево-Черкесия:
Домбай — известный российский центр зимнего спорта. На курорте работают канатные дороги: 5 очередей однокресельных (1-я и 2-я очереди, транспортные функции) и парнокресельных (3-я, 4-я и 5-я, обслуживание лыжных трасс) канатных дорог; маятниковая канатная дорога на склон горы Мусса-Ачитара, дублирующая 1-ю и 3-ю очереди подвесной кресельной дороги; комплекс из гондольной дороги и 2 многокресельных участков, построенный в 2000-е годы и дублирующий старую кресельную дорогу; так называемая «югославская» парнокресельная дорога, достроенная к 2000 году и частично дублирующая 5-ю очередь старой дороги; сеть бугельно-буксировочных дорог (длиной 100—300 метров), обслуживающих небольшие склоны для катания.
Всесезонный горнолыжный курорт «Архыз» находится на территории Зеленчукского и Урупского районов Карачаево-Черкесской Республики. Курорт был запущен в тестовую эксплуатацию 21 декабря 2013 года. За первый сезон его посетили свыше 35 тысяч туристов. В данный момент «Архыз» включает в себя две туристические деревни: Романтик и Лунная поляна. Горнолыжная инфраструктура курорта представлена семью трассами общей протяжённостью 14,8 км всех категорий сложности. Подъём к верхним точкам трасс (высочайшая — на отметке 2240 м) обеспечивают три подъемника — гондольный и два кресельных. Они способны обслуживать до 6600 пассажиров в час. Действуют системы искусственного оснежения склонов, система освещения трасс для организации вечернего катания. Работает детский конвейерный подъемник SunKid и ледовый каток под открытым небом. В двух туристических деревнях курорта открыты четыре отеля: «Романтик-1», «Романтик-2», «Вертикаль» и «Аллюр» общим фондом 508 мест размещения. В декабре 2013 года на курорте «Архыз» был зарегистрирован первый резидент особой экономической зоны — ООО «Архыз-1650».
Краснодарский край:
В посёлке городского типа Красная Поляна в подчинении города Сочи функционирует 3 горно туристических комплекса — Курорт «Красная Поляна», «Роза Хутор» и Горно-туристический центр ОАО «Газпром».
Курорт Красная Поляна представляет собой многоуровневый комплекс на северном склоне горы Аибга. Первый, самый нижний из трех уровней подъемников, начинается ещё в Эсто-Садке на отметке в 540 м над уровнем моря. Ещё три станции расположены на высотах 960, 1460 и 2200 м. Благодаря особому расположению гор, на курорте самый длинный сезон катания — с декабря по май. Зимой в наличии 30 километров горнолыжных трасс разного уровня сложности, освещаемые трассы для вечернего катания и трассы с искусственным оснежением. В зимний период функционируют 13 канатных дорог гондольного, кресельного и бугельного типов. Общая пропускная способность до 2400 чел./час.
ГТЦ «Газпром» зимой специализируется на горнолыжном спорте и сноуборде и имеет два склона для катания: «Лаура» — трассы склона пролегают среди пихтового леса на плато Псехако; «Альпика» — трассы склона с перепадом высот до 1 154 метров на Аибгинском хребте. Всего на курорте 35 трасс всех уровней сложности: и зеленые, и синие, и красные, и черные. Для дневного и вечернего катания. Ширина трасс — до 66 метров.
Трассы горнолыжного комплекса «Роза Хутор» расположились на северном, северо-восточном и южном склонах горы Аибга. Самая верхняя точка «Розы Хутор» находится на отметке в 2509 м над уровнем моря. Всего на курорте 29 подъемников гондольного, кресельного, бугельного и конвейерного типов. Трассы «Розы Хутор» протянулись на 102 км, максимальный перепад высот превышает 1534 м. Также на территории курорта расположен олимпийский Экстрим-парк, состоящий из Сноуборд-парка и Фристайл-центра.
Чечня:
В 2014 году Правительство Чеченской Республики утвердило проект планировки территории туристско-рекреационной особой экономической зоны «Ведучи». Данная зона находится на территории Итум-Калинского района в Аргунском ущелье. На высоте 2 850 метров над уровнем моря на площади 800 гектар реализуется проект всесезонного туристско-рекреационного комплекса «Ведучи», рассчитанного на одновременный прием 4800 туристов, включающего в себя 17 горнолыжных трасс протяженностью 45 километров и пропускной способностью 12 тысяч лыжников в час, а также канатные дороги протяженностью более 15 километров. Кроме того, в составе комплекса запланированы дополнительные зон катания: экстрим-парк, развлекательная горнолыжная зона, зона для новичков и детский горнолыжный городок, зоны внетрассового катания, площадки для проведения игр по массовым видам спорта на открытом воздух, а также организация пеших прогулок по горным тропам. Перед сезоном 2020 года на курорте «Ведучи» был построен сухой горнолыжный склон, разработаны десятки новых маршрутов.

### Московская возвышенность
Московская область:
В окрестностях Яхромы, на склонах Клинско-Дмитровской гряды, действуют горнолыжные курорты («Волен», «Яхрома», «Сорочаны»). По состоянию на 2013 год в Московской области насчитывалось более 10 горнолыжных комплексов. По состоянию на 2016 год в Подмосковье действовало 32 горнолыжных комплекса.

### Уральские горы
Свердловская область:
На территории Свердловской область созданы и действуют 11 горнолыжных комплексов c посещаемостью более 800 000 человек. Горнолыжные комплексы региона большей частью расположены на северо-запад от Екатеринбурга.
В 37 километрах от Нижнего Тагила находится гора «Белая», на которой расположен одноимённый горнолыжный комплекс. Решение о строительстве горнолыжного комплекса на Белой горе было принято в 2003 году постановлением правительства Свердловской области. Летом 2005 года был заложен первый камень нового комплекса. К зимнему сезону 2005—2006 года были запущены в эксплуатацию два бугельных подъёмника. В комплексе «Гора Белая» действуют 5 трасс протяженностью от 500 м до 2000 метров. Перепад высоты на трассах от 50 до 220 метров. Благодаря географическому положению склоны горы укрыты снегом с осени и до поздней весны, кроме того на трассах используется система искусственного оснежения. Две трассы выделены для туристов, другие используются для проведения спортивных соревнований и обучения. В тёмное время суток все трассы освещены. На территории комплекса действуют гостиница на 26 двухместных номеров, ресторан, кафе, сноупарк, каток, парк аттракционов, подъёмники (четырёхместный скоростной кресельный и два буксировочных), трасса сноутюбинга с безопорным буксировочным подъёмником, трассы для беговых лыж, трассы для маунтинбайка, физкультурно-оздоровительный комплекс с плавательным бассейном, прокат снегоходов, беседки для пикников, верёвочный парк. В 2018 году по мнению жюри ежегодной премии «Ski Business Awards», присуждение которой состоялось в рамках по версии Международного Лыжного салона, проходившего в Москве, горнолыжный комплекс «Гора Белая» стал победителем в номинации «Лучший семейный курорт», а также вошел в Книгу «Горнолыжная Россия — 2018. ТОП горнолыжных курортов».
Около Нижнего Тагила на склонах горы «Долгая» находится горнолыжный комплекс «Гора Долгая». До 2011 года в комплексе действовало 4 трассы различных уровней сложности с общей длиной 2500 метров и перепадом высоты от 20 до 20 метров. Для посетителей действовала канатно-буксировочная дорога длиной 680 метров и пропускной способностью 700 человек в час. Горнолыжный комплекс «Гора Долгая» основан на базе спортивно-оздоровительной базы «Аист» и отдыхающие могут останавливаться в гостинице данного комплекса, пансионате или профилактории с лечебным корпусом. В 2010—2011 годах в комплексе была проведена реконструкция. Добавлены кресельный подъемник и группа трамплинов, оснащенных лифтами, открыты новые трассы длиной 3750 метров и системой искусственного оснежения. В 2012 году был запущен крупнейший в России круглогодичный трамплинный комплекс на горе «Долгая».
Около города Ревда находится горнолыжный комплекс «Гора Волчиха» большей частью ориентированный на жителей ближайших городов на котором действуют 4 различных по сложности трассы длиной от 700 до 1200 метров и перепадом высоты до 200 метров. В начале трассы сделан уклон на 30 градусов. Используется система искусственного заснеживания, склоны обрабатываются ратраками. Сезон длится с декабря до конца апреля. На территории комплекса действуют каток, сноупарк, катание на квадроциклах, аренда лыжного снаряжения, кафе. В прилегающих населенных пунктах Первоуральск и Ревда туристы могут остановиться в гостиницах.
В 49 километрах от Екатеринбурга, на побережье озера Таватуй находится горнолыжный центр «Стожок». Центр имеет две горнолыжных трассы различных по степени сложности, которые обрабатываются ратраком и системой искусственного оснежения. Сезон продолжается с декабря по апрель.
В черте Екатеринбурга находится горнолыжный комплекс «Уктус», площадью 424 гектара. В центре действуют горнолыжные трассы с системой искусственного оснежения, сноупарк, катание на «бубликах», аренда горнолыжного снаряжения. Трассы в темное время суток освещаются. При комплексе работают кафе, бани, гостиница. Летом комплекс используется для занятия конными прогулками, горным велосипедом, футболом и теннисом.
покататься на горном велосипеде.
Около Кировграда, на склонах горы Ежовая находится горнолыжный комплекс «Гора Ежовая». В комплексе действует 8 трасс различной степени сложности общей протяженностью 7500 метров и перепадом высот 300 метров. Трассы используют систему искусственного оснежения и обрабатываются снегоуплотнительной техникой. Длина самой большой трассы — 1500 метров. Имеется специализированная трасса для сноутюба длиной 210 метров, хафпайп, а также сноупарк с оборудованными трамплинами. В тёмное время четыре трассы освещены. Комплекс предоставляет услугу трансфера из Екатеринбурга и обратно. У подножия горы и на вершины расположены кафе, в окрестностях работает отель.
Пермский край:
Уральские горы дают возможности для развития активных зимних видов спорта. Большое количество туристов ежегодно приезжает в горнолыжные базы «Такман», «Губаха», «Ашатли», «Жебреи» и другие. Всего в крае работают около 20 горнолыжных баз и комплексов, находящихся рядом с Пермью, Чусовым, Губахой, Кунгуром и Чайковским. Горнолыжный сезон длится с конца ноября до середины апреля, а техническая оснащенность горнолыжных комплексов позволяет кататься на лыжах даже в дождливую погоду.

### Хибины
На склонах Хибин нет древесной растительности. Cеверные ветры выдувают снег с наветренных склонов практически полностью, из-за чего многометровые толщи снега накапливаются с подветренной стороны, сглаживая неровности рельефа. Оптимальной зоной катания на лыжах является высота 500—1000 метров.
Мурманская область:
Город Кировск является одним из центров российского горнолыжного спорта. В районе города действует два подготовленных горнолыжных комплекса: 1) «Большой Вудъявр» (южный и северные склоны горы Айкуайвенчорр: 5 бугельных подъёмников, кресельный и гондольно-кресельный подъёмник); 2) «Кукисвумчорр» (южный склон горы Кукисвумчорр, 3 бугельных подъёмника, беби-лифт, 6 трасс).
В 2014 году открыта гондольно-кресельная канатная дорога на северном склоне горы Айкуайвенчорр.
Также в окрестностях города имеются возможности для занятий фрирайдом и бэккантри. На склонах гор Айкуайвенчорр и Кукисвумчорр с 1937 года проходят всесоюзные и республиканские соревнования. На склонах горы Кукисвумчорр каждый год проходит этап соревнований по фрирайду Freeride World Qualifier 1* и Открытый Кубок Хибин по фрирайду (Khibiny Open Cup). В Хибинах развиваетяся парапланеризм.
Горнолыжный сезон длится с конца ноября по середину мая. В 2016 году благодаря обильным снегопадам сезон длился до середины июня. В связи с коротким световым днём зимой высокий сезон в Кировскае длится с 15 марта по 9 мая.
У подножья горы Куэльпорр расположена туристическая база «Куэльпорр». Турбаза находится в 25 километрах от Кировска и связывается с ним летней грунтовой дорогой. Куэльпорр является популярным местом для туристов, путешественников и альпинистов и используется в основном для однодневных поездок. На турбазе расположена небольшая гостиница и баня.
- Отдыхающие на территории горно-туристического центра ОАО «Газпром» в Красной Поляне
- Горнолыжный комплекс «Большой Вудъявр», Кировск
- Шерегеш — горнолыжный курорт в Кемеровской области
- Зона катания «Цирк-2» на горнолыжном комплексе Горная карусель в Красной Поляне